# Amorphoscelis machadoi
Amorphoscelis machadoi es una especie de mantis de la familia Amorphoscelidae.

## Distribución geográfica
Se encuentra en Angola.